# 水里蛇窯
水里蛇窯位於臺灣南投縣水里鄉頂崁村、鄰近日月潭。為臺灣正常維運之蛇窯中年代最久遠者，921地震時曾嚴重受損，於2000年修復，除保存陶窯技術及產業外，同步轉型文化觀光發展。

## 歷史沿革
臺灣至今完整且有運作的蛇窯僅存三座，水里蛇窯為其中之一，為能正常維運的蛇窯中年代最久遠者。窯身長達百餘台尺，窯內寬廣，可燒出較大體積之陶器，以生產大水缸聞名。
1927年林松江承襲家業在南投「牛運堀」（南投陶之發源地）製陶，因水里燃料豐沛且土質佳，遷至水里地區砌築窯爐，在1931年創建協興窯業工廠。以大型水缸、陶瓷日用品產製為主，戰爭時期則以「防空缸」聞名。戰後至1960年代，水里地區的陶業仍維持日治時期的設備和技術，生產碗碟、缸、甕等陶器，以供應內需市場為主。1970年代，因民生日用品逐漸被塑膠工業製品取代，陶器需求量低，至1980年代水里的陶業更形蕭條。直到1993年，協興窯第三代窯主林國隆將傳統的古老窯廠轉型為為觀光工廠「水里蛇窯陶藝文化園區」，使蛇窯的風貌得以重現，並達到陶器藝術推廣的目的，朝著文化保存、觀光、社區總體營造方向發展。目前已傳承至第三代，現設有「水里蛇窯陶藝文化園區」，除窯本身之外，另有陶藝工作室，陶藝文物室，921地震紀念室等。該園區於2000年時製作的千禧雙口瓶，是目前全世界高度最高的陶器。2008年，水里蛇窯經國立臺灣工藝研究發展中心認證為臺灣工藝之家，並加入聯合國教科文組織的國際陶藝學會。

## 傳統蛇窯修造及製陶技術
蛇窯是一種原始燒製陶器與磚瓦的設備，以竿蓁、稻穀、相思樹等薪柴為燃料，又稱為柴燒窯。為製陶及窯藝不可或缺的設施，以土磚砌築窯壁，泥漿補縫，每次燒窯後都必須修補窯壁，維持完整，修造技術有其專業性。而水里蛇窯除傳統大型陶缸為其特色外，其製陶技術亦能掌握各種燒製方式，在不上釉的狀態下，能控制燒出火痕、金銀彩、落灰、流瀑、結晶體系之魚卵結晶、哈密瓜紋理、翡翠青瓷等柴燒風格。2013年水里蛇窯第二代掌門人林木倉被登錄為南投縣傳統陶工藝保存者；2022年第三代窯主林國隆被登錄為南投縣傳統陶工藝保存者及傳統蛇窯修造技術保存者。

## 外部連結
- 水蛇窯陶藝文化園區 （页面存档备份，存于）
- 水里蛇窯的Facebook專頁